# Șotânga
Șotânga es una comuna ubicada en el distrito de Dâmbovița, Rumania.

## Superficie
Posee una superficie de 35,15 kilómetros cuadrados.

## Demografía
Hasta 2021 la población era de 7077 habitantes, con una densidad de población de 201,3 habitantes por kilómetro cuadrado.